# Cannabis no Uruguai

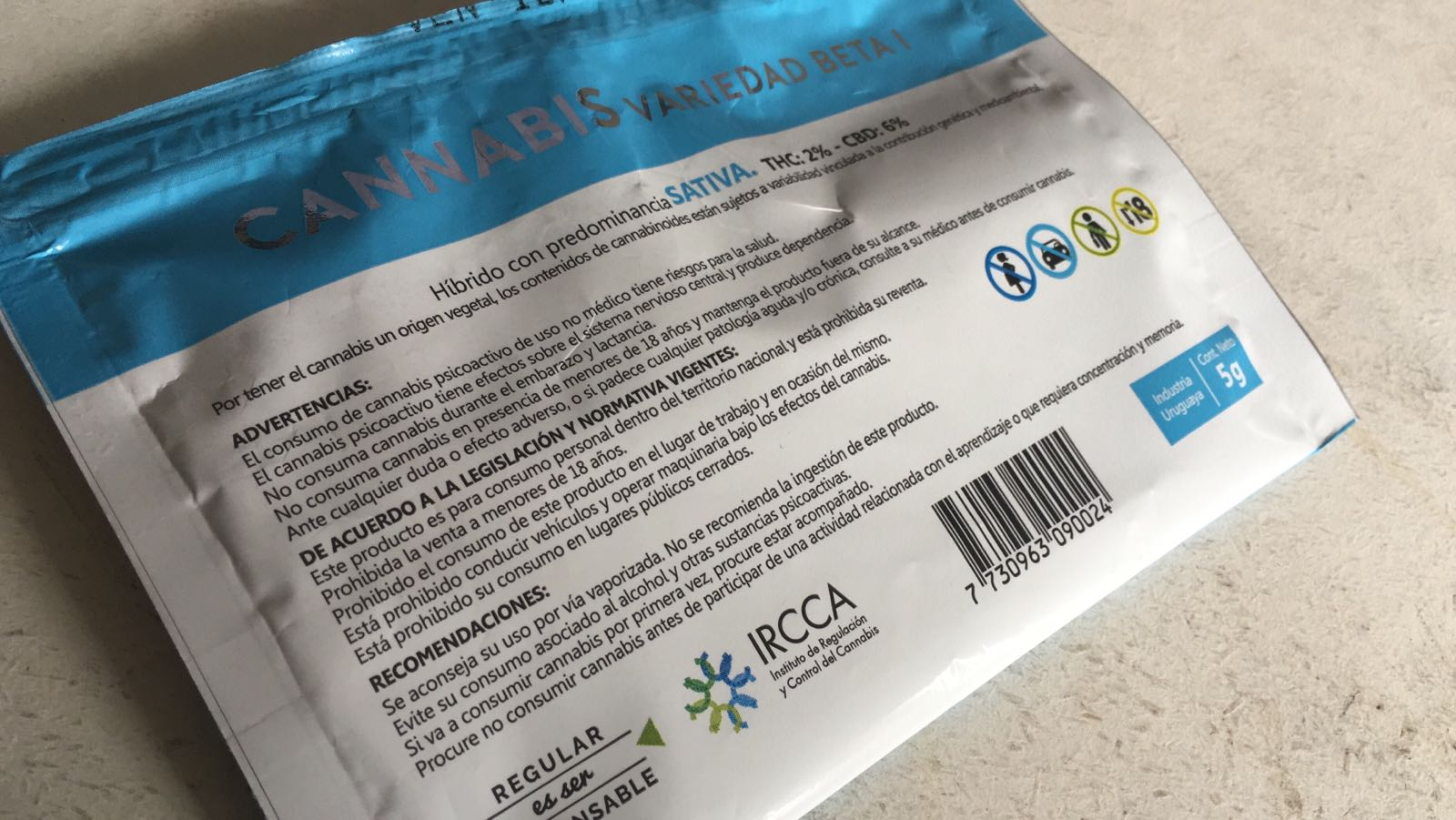
Foto da parte externa do envelope Beta I, variedade da droga registrada vendida em farmácia.

Em julho de 2012, o governo do presidente do José Mujica anunciou planos de venda de Cannabis controlada pelo Estado, de maneira a combater os crimes do tráfico de droga e por questões de saúde. O governo declarou que pediria aos líderes globais que fizessem o mesmo. A revista TIME publicou um artigo considerando que a proposta uruguaia de legalizar a venda, fazendo do governo seu único vendedor, refletia a urgente necessidade mundial de encontrar novas e pacíficas soluções para a guerra contra as drogas. O vencedor do Prêmio Nobel de Literatura Mario Vargas Llosa considerou a decisão "corajosa". Outras publicações políticas expressaram sua admiração pelo passo dado pelo presidente Mujica. Entretanto, em 2017, quatro anos após a medida, autoridades uruguaias afirmaram que ela não reduziu o tráfico de drogas no país.
O plano de Mujica consistia em permitir o cultivo particular não-comercial da planta e garantir licenças para fazendeiros profissionais a produzirem em larga escala. O plano incluía um sistema de registro do usuário, com o pagamento de uma taxa, e um controle de qualidade, tudo coordenado por um departamento do governo que monitora os setores de álcool, tabaco e medicamentos.[carece de fontes?] Com um mercado consumidor mensal de cerca de 70 mil pessoas no país, o governo acreditava que o país deveria produzir mais de 2 mil quilos da planta a cada mês. Mujica também declarou: "o Uruguai quer fazer uma contribuição à Humanidade legalizando a marijuana mas voltará atrás se a "experiência não der certo."
Em 31 de julho de 2013, a Câmara de Representantes, a câmara baixa da Assembleia Geral do Uruguai, aprovou um projeto de lei para legalizar e regular a produção e venda de cannabis e enviou-o ao Senado. O projeto foi aprovado por 50 votos, o mínimo requerido de um total de 99 deputados, com todos os deputados do partido do governo, a Frente Ampla, votando a favor e os deputados da oposição votando contra. O projeto foi enviado à Comissão de Saúde do Senado, onde foi novamente aprovado e dali para a votação integral do Senado uruguaio. Em 10 de dezembro de 2013, o cultivo, produção e venda da cannabis foi aprovado pelo Senado por 16-13, tornando o país pioneiro mundial na legalização da droga.